# Asterion (estrella)
Asterion o Chara (β Canum Venaticorum / β CVn / 8 Canum Venaticorum) es una estrella en la constelación de Canes Venatici, los perros de caza, situada en el perro más meridional. De magnitud aparente +4,26, es la segunda estrella más brillante de la constelación después de Cor Caroli (α Canum Venaticorum).
Distante 27,4 años luz del sistema solar, las estrellas conocidas más próximas a Asterion son Gliese 450 y Groombridge 1830, ambas a 5 años luz.

## Nombre
Asterion parece ser un nombre derivado del griego antiguo para «estrellado».
El otro nombre por el que es conocida esta estrella, Chara, significa «querida» o «querida para el corazón de su maestro».
De una manera un tanto confusa, ambos términos también designan a los perros de la constelación; Asterion es el más septentrional —en donde no está β Canum Venaticorum—, mientras que Chara se aplica al más meridional.

## Características físicas
Asterion es una enana amarilla de tipo espectral G0V de características tan semejantes a las del Sol que puede ser considerada un gemelo solar.
A diferencia de nuestra vecina Alfa Centauri A —estrella también parecida al Sol—, no tiene ninguna compañera estelar brillante.
Su masa es un 2 % menor que la del Sol, mientras que su diámetro es apenas un 2,5 % más grande.
Su temperatura efectiva es de 5896 K, si bien es un 25 % más luminosa que nuestra estrella.
Asterion también es detectada en la región de rayos X del espectro electromagnético, implicando que, como el Sol, se halla rodeada por una corona caliente.
Su velocidad de rotación es igual o mayor de 3 km/s —un 50 % más rápida que la del Sol—, por lo que completa una vuelta en menos de 17 días.
Aunque en el pasado se sugirió que Asterion podía ser una binaria espectroscópica con un período orbital de 2430 días, posteriores análisis parecen descartar esta posibilidad.
Sin embargo, Asterion es una estrella pobre en metales, con una abundancia relativa de hierro igual al 60 % de la que tiene el Sol. Los valores de todos los elementos evaluados están por debajo de los valores solares; cobre, níquel y vanadio muestran una abundancia similar a la del hierro, mientras que los contenidos de silicio, azufre, cinc y magnesio equivalen al 70 % de los de nuestra estrella.
Parece ser una estrella con una edad de 4050 - 4680 millones de años, comparable a la del Sol; no obstante, su elevada luminosidad puede ser la consecuencia de una edad sensiblemente mayor, en torno a los 7000 millones de años.
Asterion es un objetivo prioritario en la búsqueda de planetas terrestres, habiendo sido seleccionada entre las 30 estrellas presentadas a los científicos del proyecto de la NASA Terrestrial Planet Finder (TPF) y del proyecto Darwin de la Agencia Espacial Europea para la búsqueda de planetas habitables.
La órbita de un hipotético planeta terrestre en el que existiera agua líquida tendría que estar situada aproximadamente a 1,1 UA.